# Anton Pergelt
Anton Pergelt  (* 11. Januar 1853 in Sofienhain/Žofín bei Obergrund/Horní Podluží, Bezirk Warnsdorf, Böhmen; † 8. Oktober 1910 in Wien) war ein böhmisch-österreichischer Politiker der Deutschen Fortschrittspartei. Er war Abgeordneter zum österreichischen Reichsrat (1892–1910) und zum Böhmischen Landtag (1895–1910).

## Biografie
Pergelt wurde als Sohn eines Straßenmeisters im Böhmischen Niederland, dem nördlichsten Zipfel Böhmens unweit der Grenze zu Sachsen, geboren. Er besuchte das Gymnasium in Böhmisch-Leipa und studierte von 1872 bis 1876 Rechtswissenschaft an der Universität Wien. Während seines Studiums wurde er 1873 Mitglied der Burschenschaft Albia Wien. 1881 wurde er zum Dr. iur. promoviert. Nach einigen Jahren als Advokaturskonzipient war er ab 1886 selbständiger Hof- und Gerichtsadvokat in Wien. 
Bei einer Ersatzwahl nach dem Tod von Karl Hielle wurde Pergelt 1892 als Abgeordneter des 16. städtischen Wahlbezirks Böhmens (Rumburg, Schönlinde, Warnsdorf, Kreibitz) in den österreichischen Reichsrat gewählt. Dort gehörte er zuerst dem altliberalen Klub der Vereinigten Deutschen Linken an, trat aus diesem jedoch 1896 zusammen mit allen böhmischen Abgeordneten aus. Im Folgenden war er Mitgründer und für viele Jahre Obmann der Deutschen Fortschrittspartei in Böhmen. Bei den Reichsratswahlen 1897 und 1900 wurde er wiedergewählt. Nach der Einführung des allgemeinen Männerwahlrechts und dem damit einhergehenden Neuzuschnitt der Wahlbezirke vertrat er ab 1907 bis zu seinem Tod den Wahlbezirk Böhmen 98 (Stadt und Landgemeinden im Gerichtsbezirk Warnsdorf). Von 1895 bis 1910 war er auch Abgeordneter im Böhmischen Landtag für den Wahlbezirk Rumburg-Warnsdorf.